# Dentobunus punctipes
Dentobunus punctipes is een hooiwagen uit de familie Sclerosomatidae.